# Lindernia minima
Lindernia minima är en tvåhjärtbladig växtart som först beskrevs av George Bentham, och fick sitt nu gällande namn av Susil Kumar Mukerjee. Lindernia minima ingår i släktet Lindernia och familjen Linderniaceae. Inga underarter finns listade i Catalogue of Life.